# درس البيانو (فلم 2024)
درس البيانو (بالإنجليزية: The Piano Lesson) هو فيلم رعب درامي أمريكي صدر في عام 2024 من إخراج مالكولم واشنطن ، الذي شارك في كتابة السيناريو مع فيرجيل وليامز. وهو مقتبس من مسرحية كتبها أوغست ويلسون عام 1987. بطولة صامويل جاكسون، جون ديفيد واشنطن، ري فيشر، مايكل بوتس، إيريكاه بادو، سكايلر أليس سميث، دانييل ديدويلر، وكوري هوكينز.
تم عرض فيلم درس البيانو لأول مرة في مهرجان تيلورايد السينمائي الحادي والخمسين في 31 أغسطس 2024، وتم إصداره في دور عرض مختارة في الولايات المتحدة في 8 نوفمبر 2024، قبل عرضه على نتفليكس في 22 نوفمبر.

## المقدمة
تدور أحداث فيلم "درس البيانو" في عام 1936 في مدينة بيتسبرغ في أعقاب الكساد الأعظم، ويتتبع حياة عائلة تشارلز في منزل دوكر تشارلز وبيانو العائلة، الذي تم تزيينه بتصميمات منحوتة من قبل أحد الأسلاف المستعبدين.— الموعد النهائي في هوليوود

## طاقم الممثلين
- صامويل جاكسون بدور دوكر تشارلز
- جون ديفيد واشنطن بدور بوي ويلي تشارلز
- ري فيشر بدور ليمون
- مايكل بوتس بدور وينينغ بوي تشارلز
- إيريكاه بادو بدور لوسيل
- سكايلر أليس سميث بدور ماريثا تشارلز
- دانييل ديدويلر بدور بيرنيس تشارلز
- كوري هوكينز بدور أفيري براون
- ميلاني جيفكوت بدور الآنسة أوفليا
- جيل بين بدور دولي
- جيريكا هينتون بدور جريس
- ستيفان جيمس بدور بوي تشارلز
- مالك جيه علي بدور ويلي بوي
- جاي بيترسون بدور جيمس سوتر
- ماتريل سميث بدور كراولي

## إنتاج
أُعلن في أبريل 2023 أن مالكولم واشنطن سيخرج أول فيلم روائي طويل له ويكتب السيناريو له، وهو مقتبس من مسرحية أوغست ويلسون درس البيانو، ويشارك في بطولته شقيقه جون ديفيد واشنطن، صامويل جاكسون، ري فيشر، دانييل ديدويلر، مايكل بوتس، وكوري هوكينز.  يعيد جون ديفيد واشنطن وجاكسون وفيشر وبوتس تمثيل أدوارهم من إنتاج المسرحية لعام 2022.  ويشارك والد واشنطن، دينزل، في إنتاج الفيلم مع تود بلاك. في شهر مايو، تم الإعلان عن أن المغنية إيريكاه بادو ستظهر في الفيلم.  استكمل جيل بين وجيريكا هينتون وستيفن جيمس ومالك جيه علي وجاي بيترسون وماتريل سميث فريق التمثيل في يونيو 2023. 
بدأ التصوير في أتلانتا في أبريل 2023.  أعرب مكتب فيلم بيتسبرغ عن خيبة أمله لأن الإنتاج لن يتم تصويره في المدينة مثل التعديلات السابقة لويلسون. 

## الإصدار
أقيم العرض الأول للفيلم عالميًا في مهرجان تيلورايد السينمائي، قبل عرضه الدولي الأول كعرض خاص في مهرجان تورنتو السينمائي الدولي لعام 2024.  
تم إصدار فيلم درس البيانو في دور عرض مختارة في الولايات المتحدة في 8 نوفمبر 2024، قبل عرضه على نتفليكس في 22 نوفمبر  

## استقبال

### الاستجابة الحرجة
على موقع "روتن توماتوز" المجمع للمراجعات، فإن 90% من 72 مراجعة من النقاد إيجابية، مع متوسط درجة 7.3/10. يقرأ توافق : "الغوثيك الجنوبي الذي يلعب على مفتاح شرير ، تدريب البيانو يجلب كلمات أغسطس ويلسون إلى الحياة الحية مع مجموعة متميزة". تمنح Metacritic متوسطًا مقيّدًا ، الفيلم درجة 69 من 100 ، استناداً إلى 31 نقداً ، مما يشير إلى مراجعات "مواتية بشكل عام". 

## روابط خارجية
- مقالات تستعمل روابط فنية بلا صلة مع ويكي بيانات